# Veliki Preslav (huyện)
Veliki Preslav là một huyện thuộc tỉnh Shumen, Bungaria. Dân số thời điểm năm 2001 là 16276 người.